# Аппазов Рефат Фазилович
Аппазов Рефат Фазилович (крим. Refat Appazov; 8 вересня 1920, Сімферополь — 18 квітня 2008, Корольов) — кримськотатарський радянський науковець. Доктор технічних наук, професор, лавреат Державної премії СРСР 1980 року. Під керівництвом С. П. Корольова працював у ОКБ-1 над космічною програмою СРСР.

## Біографія
Рефат Аппазов народився 8 вересня 1920 року в Сімферополі в родині кримських татар. Спочатку навчався в татарській школі-восьмирічці, а потім перейшов у ялтинську російськомовну школу-десятирічку. У 1939 році закінчив школу і вступив на факультет боєприпасів МВТУ імені Баумана. Під час війни разом з інститутом півтора року перебував в Іжевську, де паралельно з навчанням працював фрезерувальником на заводі. Під час депортації кримських татар Аппазов був далеко від батьківщини, тому його вона не торкнулася.
У 1946 році Рефат Аппазов закінчив навчання в інституті та був направлений на роботу в підмосковний Калінінград (станція підлипки) на колишній артилерійський завод, перепрофільований у науково-дослідний інститут ракетної техніки. Півроку перебував у відрядженні до Німеччини для вивчення трофейних німецьких ракет Фау-2, де познайомився з головним конструктором ОКБ-1 Сергієм Павловичем Корольовим. Працював під його керівництвом над космічною програмою СРСР. У 1961—1988 роках був начальником відділу балістики НВО «Енергія». Одночасно, з 1959 по 1993 роки викладав в Московському авіаційному інституті.
Брав участь у роботі над створенням першої радянської балістичної ракети Р-1, першої радянської ракети з ядерним зарядом Р-5, першого штучного супутника Землі, першої міжконтинентальної балістичної ракети в СРСР Р-7. Займався підготовкою першого польоту людини в космос, працював над першими радянськими супутниками зв'язку, над проектами польотів до Місяця, Венери і Марса, над пілотованими і транспортними космічними кораблями, над програмою «Енергія-Буран».
З 1987 року брав активну участь у кримськотатарському національному русі. У 1990—1991 роках працював у Державній комісії з проблем кримських татар під головуванням В. Х. Догужиева. У 1991 році був делегатом Курултаю кримськотатарського народу. У 1991—1995 роках входив до президії Меджлісу кримськотатарського народу. Пізніше був членом Правління земляцтва кримських татар Москви. У 2001 році вийшла його книга спогадів «Сліди в серці та пам'яті» (рос. «Следы в сердце и памяти»).
Помер у Корольові 18 квітня 2008 року. Похований у Криму, згідно з його заповітом.

## Нагороди та премії
- Орден Леніна[6]
- Орден Трудового Червоного Прапора[6]
- Орден «Знак Пошани»[6]
- Державна премія СРСР (1980)[6]